# Stracimir Balšić
Stracimir Balšić (en cirílico serbio: Страцимир Балшић; fl. 1360 - 15 de enero de 1373) fue señor de Zeta, junto a sus dos hermanos Đurađ I y Balša II, desde 1362 a 1372. La familia Balšić asumió el gobierno de Zeta, por 1362, durante la caída del Imperio serbio. Stracimir tomó los votos monásticos y murió en 1373. Dejó tres hijos, uno de los cuales se convirtió después en señor de Zeta (Đurađ II).

## Biografía
Stracimir era el hijo mayor de Balša I (sus dos hermanos fueron Balša II y Đurađ I), un noble menor que poseía un pueblo durante el reinado del emperador serbio Esteban IV Dušan (reino entre 1331 y 1355). Algunos años después de la muerte del emperador, Balša I y sus hijos lograron expandir su poder local, comenzando por tomar territorios anteriormente en manos del noble Žarko (sur del lago Skadar, Baja Zeta). En 1361, durante un conflicto entre la República de Ragusa y Vojislav Vojinović, apoyo a Ragusa. Por esto, se convirtieron en ciudadanos raguseos en mayo o julio de 1361. En 1362, los tres hermanos asesinaron al čelnik Đuraš Ilijić, y expandieron su territorio más allá de la Alta Zeta. Su padre murió ese mismo año. Los hermanos sucedieron a su padre en Zeta juntos, aunque Đurađ fue la figura principal. Ellos fueron llamados «oblastni gospodari» («señores provinciales») en las cartas del emperador Uroš V de Serbia (reino entre 1355 y 1371). En 1368, después del ataque de Đurađ I sobre Kotor, la corte serbia le consideró un rebelde. Los hermanos se convirtieron de la ortodoxia serbia al catolicismo en 1368/1369, con el fin de favorecer sus ambiciones costeras. 
Stracimir se casó primero con Irene Duklina, y luego con Milica Mrnjavčević, la hija del rey de Serbia, Vukašin Mrnjavčević. Tuvo tres hijos con Milica:
- Đurađ II (1385-1403), se casó con Jelena Lazarević
- Gojko (murió antes de 1372)
- Ivaniš (murió antes de 1372)

Stracimir murió el 15 de enero de 1373 y el poder fue compartido por Đurađ I, Balša II, y el hijo de Stracimir, Đurađ II.